# الخبايا (لودر)

تعديل مصدري - تعديل

الخبايا هي إحدى قرى عزلة زارة بمديرية لودر التابعة لمحافظة أبين، بلغ تعداد سكانها 22 نسمة حسب تعداد اليمن لعام 2004.